# GALEX
A GALEX (Galaxy Evolution Explorer) a NASA Small Explorer Programja keretében indított amerikai űrtávcső, mely az ultraibolya tartományban vizsgálja az égboltot. Ezeken a hullámhosszakon főleg a nagy energiájú jelenségek, forró égitestek tanulmányozhatók. A berendezés eredeti célja a távoli és ősi galaxisok vizsgálata volt, elsősorban a születésük után jellemző heves időszakot tanulmányozta, amikor temérdek égitest született bennük, néha szinte "robbanásszerű" sebességgel.  A GALEX távcsövet 2003. április 28-án indították Pegasus XL rakétával Floridából.

### Magyar oldalak
- GALEX: Rövid leírás[halott link]
- Az eddigi legnagyobb röntgenkitörés (2005. július 5.)